# Lovemore N’dou
Lovemore N’dou (* 16. August 1971 in Musina, Transvaal, Südafrika) ist ein ehemaliger südafrikanischer Boxer. Am 12. Februar 2007 gewann er durch Aufgabe in der 11. Runde gegen Naoufel Ben Rabeh den vakanten IBF-Weltmeistertitel im Halbweltergewicht. Allerdings verlor er ihn bereits in seiner ersten Titelverteidigung im Februar des darauffolgenden Jahres an Paul Malignaggi einstimmig nach Punkten.
Von 2009 bis 2011 war er Weltmeister im Weltergewicht der IBO.